# Rauschsperre
Eine Rauschsperre (englisch: Squelch, abgekürzt SQL) wird in Kommunikations-Empfangsgeräten benutzt, um Störgeräusche, insbesondere Rauschen während Sendepausen auszublenden (Rauschunterdrückungsverfahren).

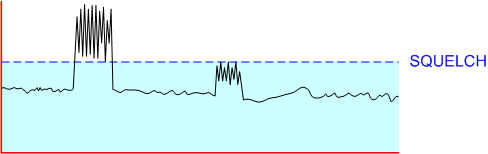
Wenn das Empfangssignal den Squelch-Wert überschreitet, wird das Signal durchgeschaltet

## Auswertung der Signalstärke
Bei Amplitudenmodulation vergleicht ein Komparator die Ausgangsspannung des Hüllkurvendemodulators mit einem vorgewählten Wert und gibt das NF-Signal erst bei Überschreitung frei. Bei fehlendem oder zu schwachem Signal erfolgt keine Ausgabe. Die Vergleichsschaltung muss dabei über eine Hysterese verfügen, damit die Rauschsperre nicht „flattert“. Bei Einseitenbandmodulation (SSB) ist kein Trägersignal vorhanden, weshalb eine so aufgebaute Rauschsperre nicht funktioniert.

## Auswertung des Rauschanteils
Bei Frequenzmodulation ist dieses Verfahren unbrauchbar, weil die Verstärkung des Zwischenfrequenzverstärkers so hoch ist, dass die Amplitude auch ohne Eingangssignal begrenzt wird und bei Signalempfang nicht größer werden kann. Stattdessen wird eine Eigenart jedes FM-Demodulators ausgenutzt: Unterschreitet die Empfangsfeldstärke die FM-Schwelle, liefert der Demodulator sehr intensives hochfrequentes Rauschen. Sobald eine kritische Signalstärke überschritten wird, wird dieses Rauschen erheblich leiser oder verschwindet ganz. Sobald der Sender frequenzmoduliert wird, liefert der Demodulator Niederfrequenz mit deutlich tieferen Frequenzen.
Die Rauschsperre besteht deshalb aus einem Hochpass mit einer Grenzfrequenz über etwa 20 kHz und einem Verstärker mit nachfolgendem Gleichrichter. Dieser liefert bei Rauschen einige Volt, bei Modulation mit Sprache oder Musik deutlich weniger. Ein nachgeschalteter Schmitt-Trigger erzeugt das Schaltsignal.